# John Magufuli
John Pombe Joseph Magufuli (29. října 1959 Chato, Tanganika – 17. března 2021 Dar es Salaam, Tanzanie) byl tanzanský politik a v letech 2015–2021 také 5. prezident Tanzanie.

## Životopis
V roce 1988 získal bakalářský titul v oboru chemie a matematiky, který vystudoval na University of Dar es Salaamu. O několik let později také získal magisterský titul a doktorát v chemických vědách z téže univerzity.
V roce 1977 nastoupil do politické strany Chama Cha Mapinduzi (CCM). John Magufuli byl v krátkém období jako učitel na střední škole Sengerema v letech 1982 až 1983, kde učil chemii a matematiku. Později ukončil svou výuku a byl zaměstnán v The Nyanza Cooperative Union Limited jako průmyslový chemik. Zde zůstal do roku 1995, kdy byl zvolen poslancem parlamentu pro oblast Chato. Byl jmenován náměstkem ministra prací. V roce 2000 byl zvolen a byl povýšen na plnou ministerskou pozici, a to ministrem prací. Poté, co byl prezidentem Jakayou Kikwetem požádán, aby převzal funkci, se 4. ledna 2006 přemístil na místo ministra půd a lidských sídel. Následně působil jako ministr hospodářství a rybolovu od roku 2008 do roku 2010 a opět jako ministr prací od roku 2010 do roku 2015.
Dne 12. července 2015 byl nominován na kandidáta na prezidenta za stranu Chama Cha Mapinduzi (CCM). V prezidentských volbách, které se konaly 25. října, byl Magufuli národní volební komisí vyhlášen vítězem se ziskem 58 % hlasů. Do úřadu vstoupil 5. listopadu 2015.
Během pandemie covidu-19 zpochybnil v květnu 2020 účinnost PCR testů, když údajně nechal provést testy s pozitivním výsledkem koze a papáje. Nefunkční testy označil za sabotáž imperialistů, světové reakce na situaci odsoudil jako přehnané a rozhodl se nepřijmout téměř žádná opatření, pouze uzavřel školy. Tanzanie následně přestala zveřejňovat počty nakažených osob. Magufuli odmítal nošení roušek i očkování. Za nejlepší léčbu považoval použití bylinných medikamentů, vyrobených z pelyňku, které nabízí prezident Madagaskaru Andry Rajoelina. Již v dubnu 2020 se objevilo onemocnění u jednoho člena parlamentu a opoziční poslanci se rozhodli, že se kvůli rozšíření nákazy nebudou účastnit dalších schůzí. Magufuli na to reagoval oznámením hrozby pokuty za absence. Zakrátko zemřel ministr spravedlnosti Augustine Mahiga a další dva politici v rozmezí 11 dnů, přičemž všichni vykazovali příznaky covidu-19.
V červenci 2020 byl opět nominován kandidátem na prezidenta za Chama Cha Mapinduzi, proti němu chtěl v rámci strany kandidovat bývalý ministr zahraničí Bernard Membe, ale již v únoru byl za své údajné neetické chování z CCM vyloučen. V prezidentských volbách 29. října byl jeho nejvážnějším soupeřem bývalý poslanec Tundu Lissu, i tak ale jasně obhájil dosavadní prezident mandát ziskem 84,4 % hlasů. Jeho vítězství mělo být stvrzeno 1. listopadu obdržením certifikátu vítěze v Dodomě. Funkční období prezidenta Tanzanie je omezeno na nejvíce dvě funkční období.
Dne 17. března 2021 oznámila viceprezidentka Tanzanie Samia Suluhu Hassan jeho úmrtí. Jako oficiální příčina smrti bylo uvedeno srdeční selhání. Magufuli byl pohřben ve svém rodném městě Chato 26. března 2021.